# Seconda Carta dei Diritti
La seconda Carta dei Diritti è stata una proposta del Presidente degli Stati Uniti d'America Franklin Delano Roosevelt durante il suo discorso sullo stato dell'Unione, martedì 11 gennaio 1944.

## Storia
Nel discorso, Roosevelt ha sostenuto che gli Stati Uniti erano arrivati al punto di dover concepire una "seconda Carta dei Diritti" della Costituzione degli Stati Uniti d'America. Roosevelt ha affermato che i "diritti politici" garantiti dalla Costituzione e dalla Carta dei Diritti si erano "dimostrati inadeguati ad assicurare l'uguaglianza nella ricerca della felicità". 
Il rimedio proposto sarebbe stato quello di varare una "Carta dei Diritti economica" per garantire questi diritti specifici:
- Piena occupazione (il "diritto al lavoro"), cibo, vestiario e tempo libero con il supporto di un salario di sussistenza
- Diritto degli agricoltori a un reddito equo
- Libertà dalla concorrenza sleale e dai monopoli
- Diritto all'abitazione
- Assistenza sanitaria universale
- Previdenza sociale
- Istruzione pubblica

Questi diritti sono poi diventati noti come "diritti economici, sociali e culturali", sebbene non siano stati sanciti all'interno della Costituzione americana al momento della sua stesura. La speranza di passare e rendere legge questa nuova proposta era di "codificarla e garantirla a livello federale" in tutti gli Stati federati. Roosevelt affermò che garantire tali diritti avrebbe garantito la sicurezza in America e che il posto e il ruolo degli Stati Uniti nel mondo dipendevano da quanto i "diritti" fossero realmente garantiti. Questa sicurezza è stata definita come uno stato di benessere fisico e di "sicurezza economica, sicurezza sociale e sicurezza morale" dallo studioso di diritto americano Cass Sunstein, sostenitore della teoria dei nudge.
Roosevelt ha perseguito un piano legislativo per emanare la sua "seconda Carta dei Diritti" nominando personale del ramo esecutivo alle commissioni chiave del Senato degli Stati Uniti. Questa tattica ha causato un accavallamento tra i poteri dello Stato e generato risultati contrastanti, causando una risposta da parte del Congresso con l'approvazione del "Legislative Reorganization Act" (lett. "legge di riorganizzazione legislativa") nel 1946. Questa legge ha permesso al Congresso di selezionare e finanziare autonomamente il proprio personale per le commissioni chiave.